# Félix Lebrun
Félix Lebrun, född 12 september 2006 i Montpellier, är en fransk bordtennisspelare.

## Karriär
Lebrun ingick i det franska laget som tog silver vid VM 2024. År 2023 tog han guld i singel vid europeiska spelen.
Sommaren 2024 vann Lebrun OS brons på hemmaplan i Paris, endast 17 år gammal. Han förlorade semifinalen mot blivande guldmedaljören Fan Zhendong med 0-4 men vann sedan bronsmatchen mot Hugo Calderano med 4-0. Han var även med och vann brons i herrarnas lagtävling. I laget ingick Simon Gauzy och Felix bror Alexis Lebrun.

## Kontrovers
Vid europamästerskapen i bordtennis 2024 förlorade Lebrun kvartsfinalen mot Benedikt Duda efter att ha haft en ledning med 3-1 i set. I sin besvikelse kastade han sitt racket mot en LED-skärm, vilket innebar att han fick rött kort och blev diskvalificerad. Efter jurybeslut gällde diskvalificeringen endast singelspelet, vilket innebar att han fick fortsätt spela i dubbelturneringen.